# Jeanette Traverso
Jeanette Helena Margaretha Traverso, née Coetzee le 28 mai 1946, est une ancienne juge de la Haute Cour d'Afrique du Sud. Elle est la première femme à être nommée juge présidente adjointe d'une division provinciale (la province du Cap) de la Haute Cour d'Afrique du Sud.

## Biographie
Jeannette Traverso, née en 1946, est issue d’une famille afrikaner privilégiée. Elle est la fille de Blaar Coetzee, homme d'affaires, homme politique et ministre qui termina sa carrière publique comme ambassadeur d'Afrique du Sud à Romeet de l'actrice Twinkle Coetzee, née Hanekom (1914-1959), qui décèdera peu avant le treizième anniversaire de sa fille.
Jeanette Traverso entre en 1963 à l'Afrikaanse Hoër Meisieskool de Pretoria, puis s'inscrit à l'université de Stellenbosch, où elle obtient une licence en 1966 et une licence en droit en 1968,.
Jeanette Traverso devient avocate le 4 juin 1969. Elle  travaille ensuite comme procureur à la Magistrate's Court pendant six mois, après quoi elle entre au bureau du procureur général jusqu'en 1972. Après avoir passé quelques années à élever ses enfants, elle devient la première femme admise au barreau du Cap le 1er décembre 1975 puis Senior counsel (en) le 8 mai 1991. Après avoir exercé les fonctions de juge intérimaire en 1993, elle est nommée à titre permanent à la Haute Cour du Cap occidental au début de l'année 1994,.
En février 2001, elle est nommée juge présidente adjointe de la Haute Cour du Cap-Occidental, première femme à occuper ce poste dans la Haute Cour d'Afrique du Sud,. Elle prend sa retraite quinze ans plus tard, en 2016, à 70 ans.